# Кощеев, Виктор Семёнович
>
Виктор Семёнович Кощеев (25 июля 1939 года — 22 ноября 2018 года) — советский и российский учёный в области гигиены труда, член-корреспондент АМН СССР (1986), член-корреспондент РАМН (1992), член-корреспондент Российской академии наук (2014).
Работал в Институте биофизики Минздрава СССР, последняя должность - начальник отдела.
В 1986 году - член Правительственной комиссии по ликвидации последствий аварии на Чернобыльской АЭС.
С 1992 г. профессор Университета Миннесоты (США).  Основал и возглавил Лабораторию здоровья и работоспособности человека в экстремальных условиях.
Был основным организатором целевой группы WADEM (World Association for Disaster and Emergency Medicine) по ХБРЯЭ (химические, биологические, радиологические, ядерные элементы), ее председатель в 2003-2009 гг., член Совета директоров WADEM с 2003 по 2011 г.
С 2010 года на пенсии.